# Бронхоскопія

Схема бронхоскопії.

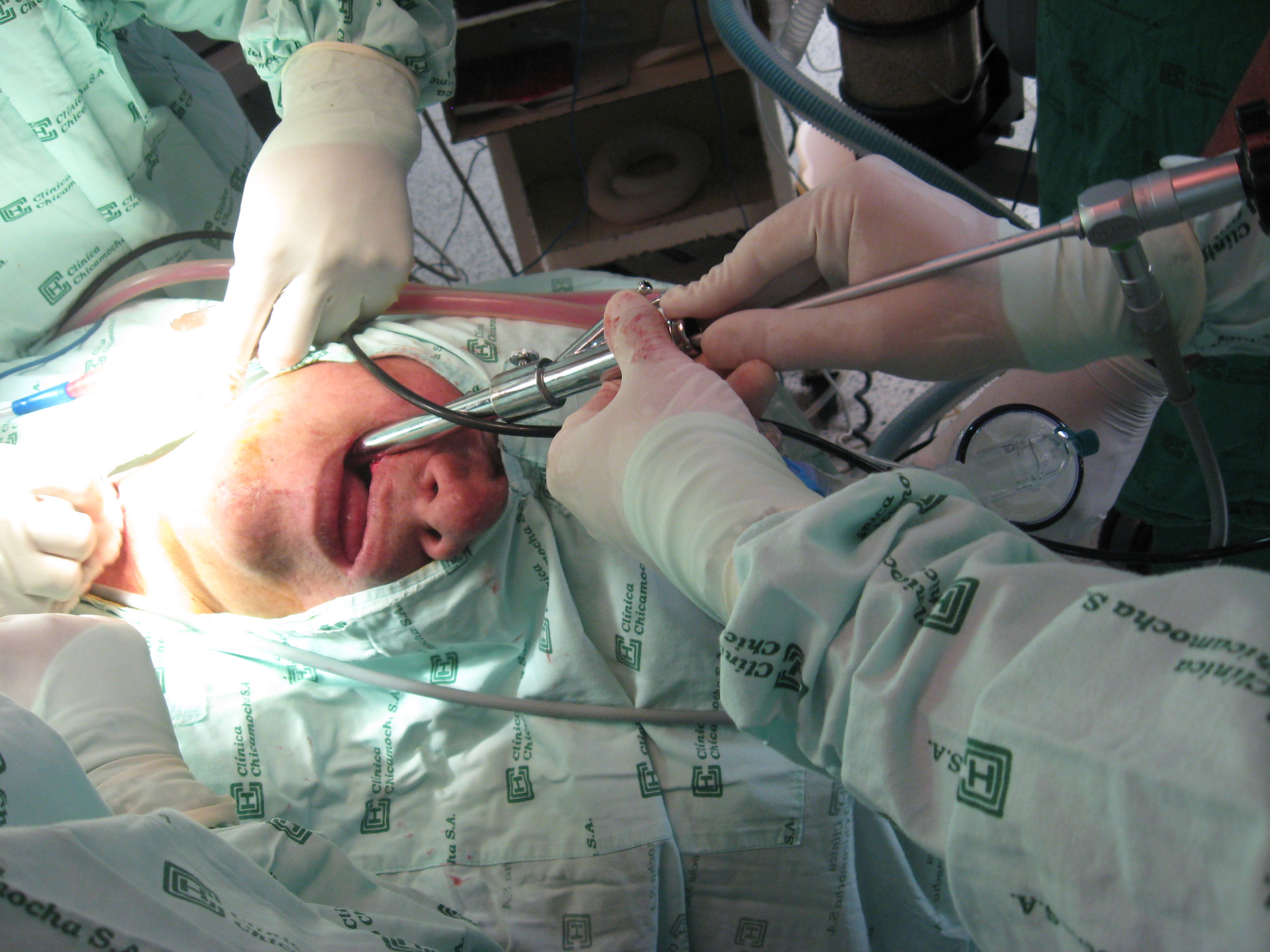
Пряма бронхоскопія

Бронхоскопія (фібробронхоскопія) — ендоскопічне дослідження бронхів за допомогою ригідних (прямих) бронхоскопів або гнучких бронхофіброскопів. Розрізняють жорстку (ригідну) бронхоскопію і бронхофіброскопію (гнучку бронхоскопію). Ці методи високоінформативні при вивченні стану внутрішньої поверхні часткових, сегментних і субсегментних бронхів, визначенні прямих і непрямих ознак ураження легенів і органів середостіння. Також розрізняють діагностичну та лікувальну бронхоскопію.

Цей метод дослідження дозволяє візуально дослідити поверхню трахеї та бронхіального дерева і, при потребі, видалення сторонніх тіл. Для уточнення діагнозу застовують біопсію.

## Показання

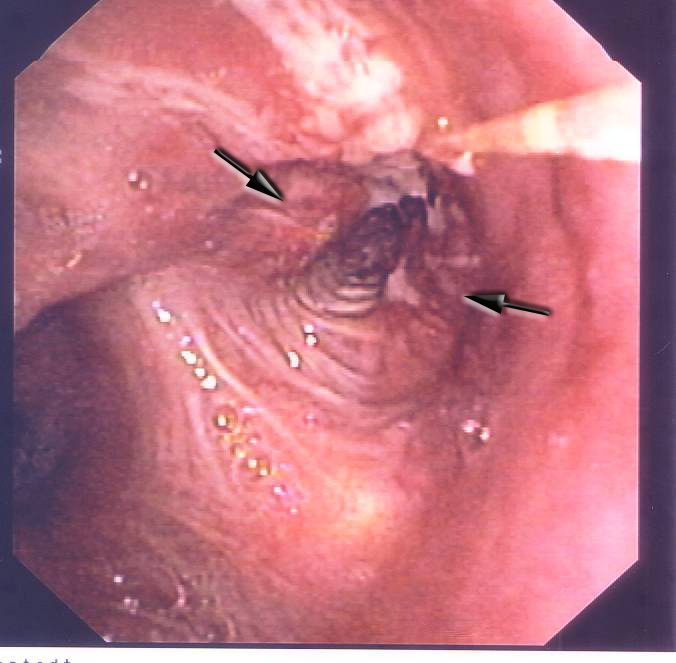
Вид повітряних каналів при вдиху. Стрілки вказують ймовірний рак бронхів.

Показанням до бронхоскопії є будь-які бронхолегеневі патологічні зміни, які супроводжуються тривалим кашлем, болем, кровохарканням, виділенням значної кількості виділень (як гнійних так і інших), збільшенням легеневих лімфовузлів, порушеннями зовнішнього дихання.

## Протипоказання до бронхоскопії
Абсолютні протипоказання (дуже високий ризик ушкодження бронхів під час дослідження або критичної дестабілізації стану пацієнта):
- стеноз гортані та/або трахеї 2, 3 ступеню;
- дихальна недостатність 3 ступеню;
- застійна серцева недостатність ІІБ-III ст.;
- неконтрольована бронхіальна астма (фаза астматичного нападу або персистуюча астма).
- наявність аневризми аорти (перенапруження пацієнта та маніпуляції з ендоскопом можуть спровокувати розрив аневризми).
- інфаркт міокарду або мозковий інсульт давністю менше 6 місяців;
- порушення системи згортання крові (геморагічний діатез);
- індивідуальна непереносимість анестетиків (медикаментозна алергія).

Відносні протипоказання, при яких бронхоскопія несе підвищений ризик для пацієнта, але може бути проведена за наявності вагомих показань:
- наявність гострих інфекційних захворювань;
- період менструації;
- астматичний напад – лікувальна бронхоскопія може бути методом ендобронхіального введення препарату;
- 2 або 3 триместр вагітності;
- виражена енцефалопатія, психічні розлади, що унеможливлюють або значно ускладнюють продуктивний контакт з пацієнтом. Стрес та гостра нестача кисню під час маніпуляції можуть погіршити стан пацієнта, спричинити психомоторне збудження. У таких випадках бронхоскопія може бути проведена лише в умовах наркозу.

Однак, слід врахувати, що в екстрених випадках, коли бронхоскопія є життєворятівною, вона може бути виконана досвідченим медперсоналом незалежно від наявності протипоказань.

## Підготовка до бронхоскопії
При позитивному рішенні на проведення бронхоскопії (наявність показань та відсутність протипоказань) необхідно одержати від пацієнта інформовану згоду на проведення дослідження (форма №003-6/о, затверджена наказом МОЗ України № 110 від 14.02.2012 року).

Перед плановою бронхоскопією необхідно здійснити деякі обстеження:
- рентгенографія органів грудної клітини;
- електрокардіографія;
- загальний аналіз крові, аналізи на ВІЛ, гепатити B і C, сифіліс;
- коагулограма.

Інші обстеження або консультації вузьких спеціалістів здійснюються за показаннями залежно від стану пацієнта.

Якщо пацієнт нервує перед бронхоскопічним обстеженням, увечері напередодні дослідження йому можуть бути призначені седативні або снодійні препарати. Вечеря має бути легка, останній прийом їжі – не менше, ніж за 8 годин до маніпуляції. В день дослідження заборонено куріння (чинник, що підвищує ризик ускладнень) . Бронхоскопія виконується виключно натще! Вранці рекомендована очисна клізма (профілактика мимовільної дефекації через підвищення внутрішньочеревного тиску), а безпосередньо перед маніпуляцією необхідно спорожнити сечовий міхур.

Будь-які медикаменти в день дослідження можуть бути прийняті лише з дозволу лікуючого лікаря, в т.ч. седативні і БАДи, лікар має бути поінформований про ліки, які пацієнт приймає систематично і відміна яких може дестабілізувати стан пацієнта. Деякі препарати можна буде прийняти трохи згодом, після виконання бронхоскопії. Хворим на бронхіальну астму обов’язково треба мати при собі інгалятори з протиастматичними препаратами, в т.ч. для зняття нападу бронхоспазму.

Підготовка до бронхоскопії пацієнтів, що страждають на серцево-судинну патологію, здійснюється індивідуально: заздалегідь має бути стабілізована гемодинаміка, усунені прояви застійної серцевої недостатності, відміняються антиагреганти та антикоагулянти.

## Імовірні ускладнення
Бронхоскопія є інвазивною процедурою, але вважається відносно безпечною за умови правильної підготовки пацієнта та технічно правильного виконання маніпуляції. В будь-якому випадку слід пам’ятати, що бронхоскопія є сучасною та дуже інформативною діагностичною методикою. Крім того, лікувальна бронхоскопія (як видно з назви) може значно полегшити стан хворого, а у випадку наявності стороннього тіла в дихальних шляхах бронхоскопія є практично безальтернативною життєворятівною медичною маніпуляцією.

Ризик виникнення негативних побічних ефектів хоч і невеликий, але є. Тривожними симптомами після бронхоскопії є кровохаркання протягом тривалого часу, больові відчуття в грудній клітині, відчутні хрипи, відчуття ядухи, нудота та блювання, підвищення температури тіла понад норму.
Такі симптоми можуть виникнути при пневмотораксі, ушкодженні стінки бронху, бронхоспазмі, пневмонії, кровотечі з дихальних шляхів.

## Проведення
Бронхоскопію можна проводити під місцевою анестезією або під наркозом. За 30 хв. до безпосереднього дослідження хворому роблять премедикацію. П/ш шприцом вводять три розчини:
- 1 мл 1% розчину промедолу;
- 1 мл 1% розчину димедролу;
- 1 мл 1% розчину атропіну.

Для анестезії верхніх дихальних шляхів використовують один із розчинів: 1% розчин дикаїну, 2% розчин лідокаїну або 5% розчин тримекаїну.
При проведенні бронхоскопії послідовно вивчають стан трахеї та бронхів. Звертають увагу на колір слизової оболонки, на наявність пухлин, поліпів, ерозій і патологічних виділень. Для уточнення діагнозу використовують біопсію. Біопсійний матеріал поміщають в 10% розчин формаліну.

### Діагностична бронхоскопія
Діагностичну бронхоскопію використовують з метою уточнення або встановлення діагнозу при доброякісних або злоякісних пухлинах трахеї та бронхів, гнійних захворювань бронхів і легень, уточнення локалізації легеневої кровотечі, взяття для дослідження бронхіального секрету.

### Лікувальна бронхоскопія
Лікувальну бронхоскопію використовують з метою видалення з трахеї або бронхів сторонніх тіл,  прицільного введення в просвіт бронхів лікарських препаратів, видалення бронхіального вмісту (дренування бронхів), з метою зупинки легеневої кровотечі.